# 新桂田

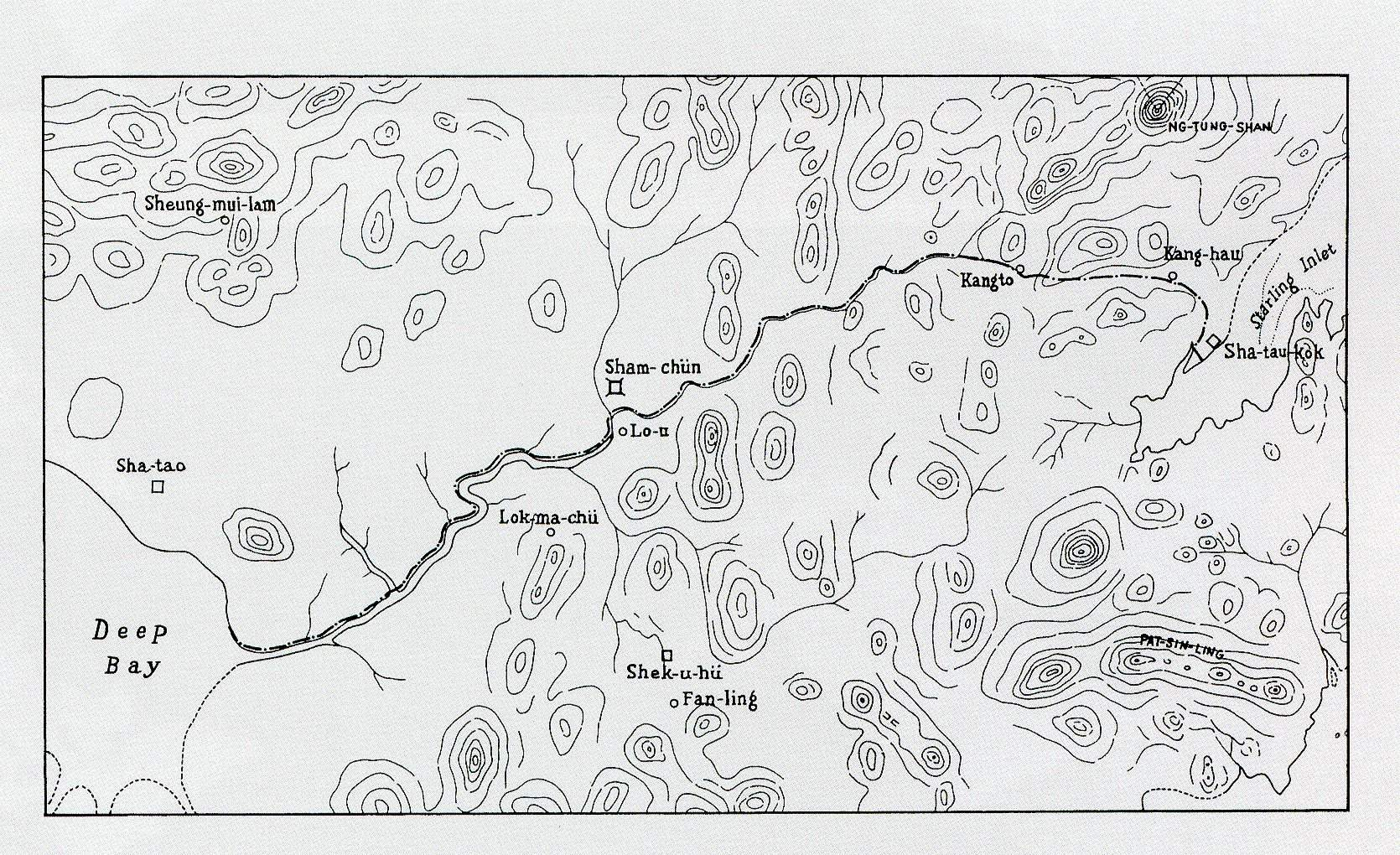
1898年《展拓香港界址專條》附圖

新桂田（英語：San Kwai Tin）是香港新界北區一條已荒廢村落，位於紅花寨北麓、深圳河南岸，毗鄰蓮麻坑和深圳梧桐山南麓的徑肚。

## 歷史
新桂田是一條客家村落，屬於沙頭角十約之一的蓮麻坑約。新桂田原名「三堆田」，有三戶李姓人家居住。1911年，新桂田住有16名居民。1957年，住有27名居民。1960年，住有12名居民。新桂田建有約5間村屋，於1980年代荒廢。新桂田東側有蓮麻坑礦場，曾設有不同礦場設施和宿舍，早於20世紀中期荒廢。
1898年中英簽署《展拓香港界址專條》，新桂田隨其他新界村落由新安縣併入香港管治，自此成為中英邊界其中一個前哨站，其中第19號界石即位於新桂田。1910年代，邊界道路於村前落成，從蓮麻坑經此村和伯公坳連接沙頭角。
新中國成立前，深圳河兩岸村民仍可自由往來。1951年，香港政府設立邊境禁區，新桂田村民需持有邊境禁區通行證出入該村，安排維持至今。1962年，香港政府於邊界道路以北設立鐵絲網。對岸的徑肚村在逃港時期被清空，原址曾作工廠用途，現已建成私人屋苑。
深圳河以北有多塊土地一直屬香港範圍，1997年香港回歸前，香港政府收回徑肚以南、深圳河以北的私人土地轉交深圳，大部份地段現建成解放軍軍事設施。

## 地標
- 新桂田警崗
- 蓮麻坑葉氏「左昭右穆」古墓[11]